# 1992 DL7
1992 DL7 är en asteroid i huvudbältet som upptäcktes den 29 februari 1992 av UESAC vid La Silla-observatoriet.